# Máxima frequência utilizável

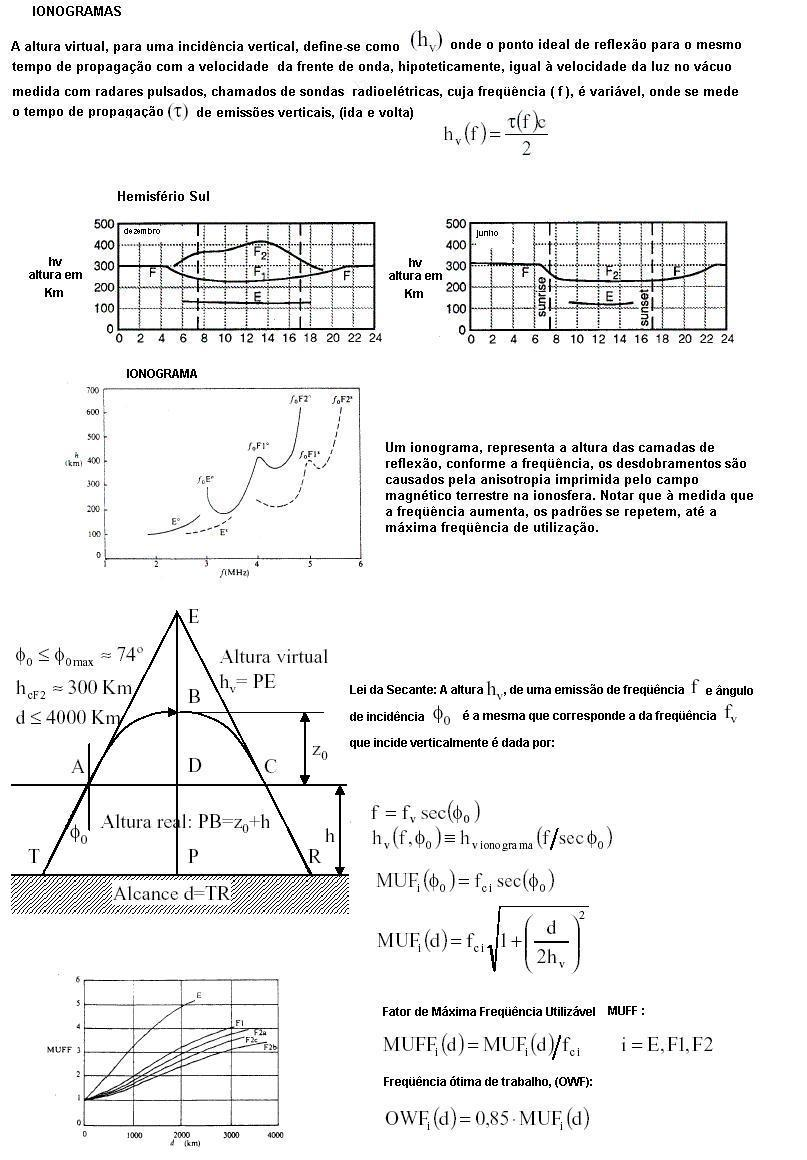
Esquema de procedimentos para levantamento de ionogramas através da reflexão ionosférica utilizando ionossondas

Máxima frequência utilizável (MUF, da sigla em inglês de maximum usable frequency) é máxima frequência utilizável para a qual a onda se propagará entre dois pontos. Como existe uma variação na densidade da região F2, as MUFs calculadas para um determinado momento são limites estatísticos, podem não corresponder para com a verdade prática. Quando se trata de previsões de propagação, as variáveis são tão grandes quanto a previsão das condições da atmosfera.
Também é definida como a máxima frequência utilizável para a qual a onda de rádio em determinadas frequências se propagará entre dois pontos, refletindo ou refratando, dependendo dos fatores de refração e reflexão dados a cada momento na atmosfera, nas regiões onde prevalece a maior densidade iônica, chamada de ionosfera.

## Ionosfera
A ionosfera se localiza na alta atmosfera entre sessenta e quatrocentos quilômetros de altitude, é composta de íons, plasma ionosférico, e, devido à sua composição, reflete, refrata, ou dutifica ondas de rádio até aproximadamente 30 MHz, esta freqüência pode ser definida como MUF.

## Probabilidades de conexões via enlace ionosférico
Uma determinada MUF para uma dada hora poderá ser maior ou menor que a predita. A função de se utilizar índices baseados em estatística, é uma questão de se saber da melhor probabilidade de haver uma comunicação entre dois pontos no planeta, isso não significa que haverá contato, porém teremos grande possibilidade para tal.
As probabilidades de erro são muito grandes, podendo variar até mais de cinquenta por cento, para cima ou para baixo da predição.

## Propagação em direção às camadas ionosféricas
A radiofrequência quando se propaga em direção às camadas altas da ionosfera, em direção à camada F2, obrigatoriamente passa pela camada E. Nesta camada há atenuação, reflexão e refração dos sinais de rádio. Se a máxima frequência utilizável da camada E for alta, com certeza o feixe de RF será refletido e bloqueado para a camada F.

## Refração & Reflexão

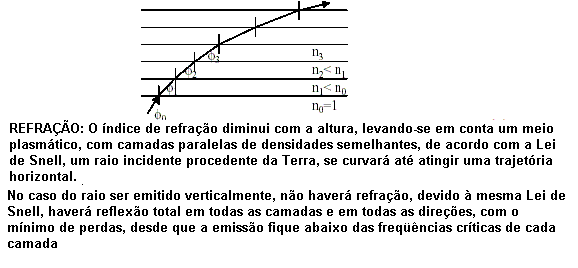
Alteração da angulação devida propagação em meios de diferentes densidades

Uma analogia seria um feixe de luz de uma lanterna passando por dois vidros superpostos com uma determinada distância entre eles, ao variarmos o ângulo do vidro de baixo em relação ao feixe e sua espessura, existe um determinado limite em que poderá haver o impedimento da passagem de luz para o vidro de cima. Na ionosfera ocorre este fato, os sinais podem se propagar entre dois pontos via camada E, sem necessariamente propagar pelas camadas F1 e F2.
Abaixo da camada E, ainda existe a camada D, onde normalmente os sinais de RF passam e sofrem atenuação e refração significativa.

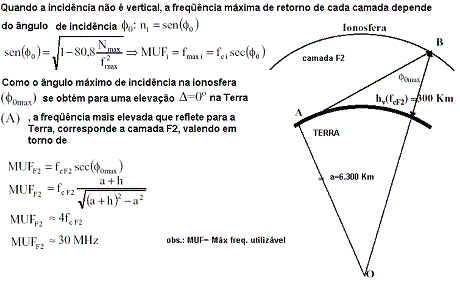
Máxima Frequência Utilizável

## Influência da camada D
A ionização causada pelo vento solar aumenta a densidade de elétrons na região D, podendo ser suficientemente grande para causar aumento na colisão de partículas neutras e elétricas, havendo um aumento de absorção para os sinais, reduzindo-os durante o dia nas baixas frequências em determinadas épocas do ano.
A instalação de antenas com um baixo ângulo de irradiação pode minimizar o número de saltos requeridos entre duas estações emissoras e receptoras, assim pode haver uma redução no número de saltos através da camada D, e, por consequência a quantidade do sinal absorvido diminui, porém o ângulo baixo tem alguns inconvenientes, entre estes algumas reflexões indesejáveis e sinais que podem ser emitidos para outras zonas que não as pré-determinadas.

## Absorção ionosférica e a influência do aumento da densidade eletrônica edutificação
A densidade de elétrons na ionosfera aumenta com o aumento da atividade solar, logo, a absorção de sinais também. Este aumento de absorção pode chegar a tal ponto que fatalmente haverá o fechamento da propagação das ondas de rádio em determinadas frequências. Porém, ao mesmo tempo em que pode haver este fechamento pode haver também, em outras frequências mais altas, uma abertura causada justamente pelo aumento da densidade iônica. Ocorrem em função destas alterações nas condições de propagação, fenômenos onde a reflexão associada às refrações de sinais nos meios estratificados da ionosfera, a dutificação da RF, principalmente em altas frequências em determinadas épocas do ciclo solar.
Graças aos fenômenos de dutificação podem ocorrer contatos ou audições de estações relativamente fracas a milhares ou dezenas de milhares de quilômetros de distância.

## Programas de computadores de predição de propagação
Existem muitos programas de predição de propagação, estes requerem que o usuário especifique o número de pontos solares (sunspot number) para os cálculos .
É utilizada a frequência de 2800 MHz (10,7 cm), para medir o ruído do fluxo solar, geralmente considerada a medida mais precisa da atividade do astro. Como os dois índices são altamente correlatos um ou outro podem ser utilizados.

## Influências dos distúrbios solares na MUF e na Terra como um todo
A propagação ionosférica portanto a MUF, por consequência, é suscetível de várias espécies de distúrbios, normalmente associadas às explosões solares e manchas solares.
Dependendo de sua natureza, eles são chamados de distúrbios ionosféricos rápidos, distúrbios de absorção polar ou tempestades ionosféricas.
Estes fenômenos alteram a configuração dos elétrons na ionosfera, consequentemente afetando a propagação que é sensível às condições de reflexão, refração e absorção, logo influem de forma importante na MUF.
A propagação é também afetada pelas mudanças no campo magnético da terra que constantemente flutua, essa flutuação ocorre com maior intensidade quando das tempestades magnéticas e ionosféricas.
As tempestades magnétosféricas e ionosféricas são acompanhadas por uma aurora boreal ou aurora austral visíveis, que por consequência também influem na MUF.

## Indices A e K
Os distúrbios iono-magnetosféricos ocorrerem em média a cada 27 dias em sincronismo com a rotação do sol, estes são indicados pelos índices chamados de A e K que são transmitidos para sites especializados da Internet a cada 18 minutos depois de cada hora, cuja atualização para efeito de precisão dos dados se dá a cada 5 minutos.
O índice A é a medida da atividade do campo geomagnético, é transmitido diariamente com diversas atualizações, numa escala de 0 a 400. O índice K é uma medida pelo período de 3 horas do campo geomagnético numa escala de 0 a 9. Em geral a MUF diminui e a absorção do sinal aumenta  quando a atividade do campo geomagnético aumenta, embora, algumas vezes a MUF aumenta nas regiões do equador.